# Pseudodontodynerus novissimus
Pseudodontodynerus novissimus är en stekelart som beskrevs av Giordani Soika 1981. Pseudodontodynerus novissimus ingår i släktet Pseudodontodynerus och familjen Eumenidae. Inga underarter finns listade i Catalogue of Life.